# Есильский район (Акмолинская область)
Есильский район (каз. Есіл ауданы) — район в Акмолинской области Казахстана. Административный центр — город Есиль

## География
Расположен на западе области, на степной зоне. Площадь района — 8 000 км², что составляет 5,47% от всей территории области. 
Граничит:
- на севере с районом им. Габита Мусрепова Северо-Казахстанской области;
- на западе с Карасуским районом Костанайской области;
- на юге с Жаркаинским районом;
- на востоке с Жаксынским районом.

Через район протекают реки Ишим (приток Иртыша), Кызыл-су и Жаныспай. Проходит Южно-Сибирская магистраль (с запада на восток).
Климат резко континентальный. Средняя температура января −21 °C, июля +27 °C.

## Население
| Численность населения Есильского района | Численность населения Есильского района | Численность населения Есильского района | Численность населения Есильского района | Численность населения Есильского района | Численность населения Есильского района | Численность населения Есильского района |
| 1939                                    | 1959                                    | 1970                                    | 1979                                    | 1989                                    | 1999                                    | 2004                                    |
| --------------------------------------- | --------------------------------------- | --------------------------------------- | --------------------------------------- | --------------------------------------- | --------------------------------------- | --------------------------------------- |
| 19 796                                  | 36 423                                  | 43 329                                  | 41 880                                  | 44 466                                  | 37 309                                  | 32 213                                  |
| 2005                                    | 2006                                    | 2007                                    | 2008                                    | 2009                                    | 2010                                    | 2011                                    |
| 31 601                                  | 30 856                                  | 30 399                                  | 29 848                                  | 28 552                                  | 27 400                                  | 27 007                                  |
| 2012                                    | 2013                                    | 2014                                    | 2015                                    | 2016                                    | 2017                                    | 2018                                    |
| 26 641                                  | 26 307                                  | 26 100                                  | 25 759                                  | 25 491                                  | 25 087                                  | 24 574                                  |
| 2019                                    | 2020                                    | 2021                                    |                                         |                                         |                                         |                                         |
| 24 237                                  | 23 648                                  | 23 276                                  |                                         |                                         |                                         |                                         |

Урбанизация
В городских условиях (город Есиль и посёлок Красногорский) проживало 42,19% населения района (2009).

### Национальный состав
| №  | Национальность | 1939 год        | 2019 год       |
| -- | -------------- | --------------- | -------------- |
| 1  | Казахи         | 10 062 (50,83%) | 7 367 (30,40%) |
| 2  | Русские        | 4 273 (21,59%)  | 9 539 (39,36%) |
| 3  | Украинцы       | 4 470 (22,58%)  | 3 069 (12,66%) |
| 4  | Немцы          | 442 (2,23%)     | 1 270 (5,24%)  |
| 5  | Белорусы       | 59 (0,30%)      | 785 (3,24%)    |
| 6  | Татары         | 137 (0,69%)     | 678 (2,80%)    |
| 7  | Башкиры        | -               | 297 (1,23%)    |
| 8  | Молдаване      | -               | 188 (0,78%)    |
| 9  | Поляки         | 29 (0,15%)      | 171 (0,71%)    |
| 10 | Азербайджанцы  | -               | 153 (0,63%)    |
| 11 | Мордва         | 21 (0,11%)      | 107 (0,44%)    |
| 12 | Ингуши         | -               | 79 (0,33%)     |
| 13 | Армяне         | -               | 76 (0,31%)     |
| 14 | Удмурты        | -               | 61 (0,25%)     |
| 15 | Чеченцы        | -               | 51 (0,21%)     |
| 16 | Марийцы        | -               | 28 (0,12%)     |
| 17 | Корейцы        | 14 (0,07%)      | 26 (0,11%)     |
| 18 | Прочие         | 289 (1,46%)     | 292 (1,20%)    |
| 19 | Всего          | 19 796          | 24 237         |

### Половозрастной состав
По данным Национальной переписи населения Республики Казахстан 2009 года:
| Возраст     | Мужчины, чел. | Женщины, чел. | Общая численность, чел. | Доля от всего населения, % |
| ----------- | ------------- | ------------- | ----------------------- | -------------------------- |
| 0 — 14 лет  | 2 952         | 2 747         | 5 699                   | 19,96%                     |
| 15 — 64 лет | 9 936         | 9 585         | 19 521                  | 68,37%                     |
| от 65 лет   | 1 202         | 2 130         | 3 332                   | 11,67%                     |
| Всего       | 14 090        | 14 462        | 28 552                  | 100,00%                    |

- Мужчины — 14 090 (49,35%). Женщины — 14 462 (50,65%).

## История
Есильский район был образован в Северо-Казахстанской области в 1936 году с центром в селе Кийма.
С 1939 года — в составе Акмолинской (с 1961 года — Целиноградской) области. 22 октября 1955 года из Есильского района были выделены Баранкульский и Кийминский районы. При этом центр Есильского района был перенесён из села Кийма в посёлок Есиль. В 1970 году район включён в состав вновь образованной Тургайской области. С 1997 года после упразднения Тургайской области вновь в составе Акмолинской области.  Во избежание путаницы с другими одноимёнными районами общественниками предлагается вернуть историческое название — Кийминский район.
Список первых руководителей Есильского района
Первые секретари Есильского райкома партии:
| № | Ф. И. О.                    | Годы пребывания в должности |
| - | --------------------------- | --------------------------- |
| 1 | Никулин Анатолий Родионович | 1955—1962                   |
| 2 | Никитин Степан Тихонович    | 1962—1965                   |
| 3 | Шендрик Иван Афанасьевич    | 1965—1968                   |
| 4 | Хасенов Бекеш Хасенович     | 1968—1969                   |
| 5 | Тимошенко Иван Иванович     | 1969—1970                   |
| 6 | Мырзашев Рысбек Мырзашевич  | 1971—1976                   |
| 7 | Нургалиев Хамит Нургалиевич | 1977—1984                   |
| 8 | Данияров Тельман Комарович  | 1985—1991                   |

Глава администрации Есильского района:
| № | Ф. И. О.                           | Годы пребывания в должности |
| 1 | Мухитбеков Амангельды Нурхамитович | 1992—1995                   |

Акимы Есильского района:
| №  | Ф. И. О.                           | Годы пребывания в должности |
| -- | ---------------------------------- | --------------------------- |
| 1  | Мухитбеков Амангельды Нурхамитович | 1995—2004                   |
| 2  | Есенжолов Еркегали Темиргалиевич   | 2004—2006                   |
| 3  | Кабдугалиев Ибрагим Игликович      | 2006—2007                   |
| 4  | Ерин Сергей Анатольевич            | 2007—2011                   |
| 5  | Рахметов Кали Султанахмедович      | 2012—2015                   |
| 6  | Калжанов Аманбек Амирхамзинович    | 2015—2017                   |
| 7  | Ерсеитов Талгат Аманбаевич         | 2017—2019                   |
| 8  | Балжанов Серик Мырзасеитович       | 2019 - 2021                 |
| 9  | Баяхметов Еркебулан Еркешевич      | 2021 - 2023                 |
| 10 | Балжанов Серик Мырзасеитович       | 2023 - н.в.                 |

Председатели Есильского райисполкома:
| № | Ф. И. О.                      | Годы пребывания в должности |
| - | ----------------------------- | --------------------------- |
| 1 | Сергазин Шайдахмет            | 1955—1958                   |
| 2 | Торский Михаил Иванович       | 1958—1961                   |
| 3 | Просин Владимир Семёнович     | 1961—1963                   |
| 4 | Рамазанов Зекен Рамазанович   | 1963—1977                   |
| 5 | Тарасенко Василий Евсеевич    | 1977—1979                   |
| 6 | Чубчиков Валерий Владимирович | 1980—1989                   |
| 7 | Данияров Тельман Комарович    | 1990—1990                   |

Секретари Есильского раймаслихата:
| № | Ф. И. О.                       | Годы пребывания в должности |
| - | ------------------------------ | --------------------------- |
| 1 | Сумина Вера Васильевна         | 1994—2007                   |
| 2 | Кажибаев Жанаберген Кажибаевич | 2007—2011                   |
| 3 | Кудабаев Серик Салимгереевич   | 2011—2016                   |
| 4 | Агымбаева Сауле Камеловна      | 2016 - 2023                 |
| 5 | Адильбаева Анар Сембаевна      | 2023 - н.в.                 |

За выдающиеся заслуги во время боевых действий в годы Великой отечественной войны удостоены звания Героя Советского Союза Нестеренко Данил Потапович, Сарыбекян Ишхан Барсегович.  
Звания Героя Социалистического труда были удостоены: Белобокий Александр Андреевич – директор совхоза «Свободный»,  Бондарь Николай Васильевич – механизатор совхоза «Красивинский», Гаурлик Аркадий Викентьевич – директор совхоза «Московский», Ефименко Федор Лазаревич – комбайнер совхоза «Каракольский», Киреев Николай Иванович – водитель Есильского АТЭП, Копылов Василий Евлампиевич - механизатор совхоза «Заречный», Липатова Любовь Андреевна – агроном совхоза «Мирный», Мырзашев  Рысбек – первый секретарь Есильского райкома партии, Никулин Анатолий Родионович – первый секретарь Есильского райкома партии, Нечитайло Даниил Иванович – директор совхоза «Дальний», Полстяной Александр Петрович – механизатор совхоза «Калачевский», Сергазин Шайдахмет – председатель райисполкома, Степанов Василий Степанович – директор совхоза  «Красивинский».                                                                                                                                                              Звания заслуженный работник сельского хозяйства Казахской ССР были удостоены Бирюков  Евгений Аксентьевич – бригадир тракторно-полеводческой бригады совхоза «Жаныспай», Прядкин Федор Прокопьевич – мастер – наладчик  зерносовхоза «Ейский», Финк Карл Карлович -  главный  агроном К-за «Знамя труда», Заслуженные учителя, работники народного образования Казахской ССР Дернина Тамара Васильевна, Склифас Ленина Павловна.  Заслуженные ветеринарные врачи  Казахской ССР - Шубин Николай Тихонович, Эммих Иван Викторович. Лисовая Тамара Ивановна  - заслуженный работник культуры Казахской ССР, заведующая Красивинской  сельской библиотеки. 
Город Есиль -  является Родиной актрисе Алма-Атинского театра драмы им. М.Ю.Лермонтова Лебсак Ирине Маратовне.  
Есильская земля по праву гордится  спортивными достижениями своих земляков. Каримова Алия - член сборной Казахстана по синхронному плаванию, участница международных соревнований в Италии, Японии, Англии, участница Олимпийских игр в Сиднее. Лысенко Павел - участник международных соревнований, чемпион Азии по самбо и вольной борьбе. Тяглова Таня – участница международных соревнований стран Центральной Азии  по легкой атлетике (золото на дистанции в 3000 м).
В июле 2009 года в городе Есиль Есильского района прошла областная спартакиада Ак Бидай. В августе 2018 года в городе Есиль Есильского района прошла областная спартакиада «Ак Бидай-2018».
В городе Есиль действует Saruar Boldanov Jiu-jitsu & Grappling Academy, руководитель академии Бекзат Баймуратов, неоднократный призер соревнований.  1-2 июня 2024 года в городе Есиль прошел республиканский турнир по джиу-джитсу, посвященный памяти Саруара Болданова.
В районе издаётся районная газета «Есіл-Инфо» с 13 февраля 2017 года тиражом 1490 экземпляров. С октября 2013 открыта своя радиостанция «Есиль +» (Есиль плюс).

## Административно-территориальное устройство
Есильский район как административно-территориальная единица включает в свой состав 1 город, 1 поселок, 4 села и 9 сельских округов.
| №        | Административная единица               | Административный центр | Количество населённых пунктов | Население (2009) |
| -------- | -------------------------------------- | ---------------------- | ----------------------------- | ---------------- |
| 1e-06    | Городские поселения:                   |                        |                               |                  |
| 1        | Есильская городская администрация      | город Есиль            | 1                             | 11 551           |
| 2        | Красногорская поселковая администрация | поселок Красногорский  | 3                             | 1 467            |
| 2.000002 | Сельские поселения:                    |                        |                               |                  |
| 3        | Село Аксай                             | село Аксай             | 1                             | 972              |
| 4        | Бузулукский сельский округ             | село Бузулук           | 2                             | 1 051            |
| 5        | Двуречный сельский округ               | село Двуречное         | 3                             | 2 085            |
| 6        | Жаныспайский сельский округ            | село Жаныспай          | 2                             | 988              |
| 7        | Зареченский сельский округ             | село Заречное          | 2                             | 1 220            |
| 8        | Село Знаменка                          | село Знаменка          | 1                             | 553              |
| 9        | Интернациональный сельский округ       | село Интернациональное | 3                             | 898              |
| 10       | Каракольский сельский округ            | село Караколь          | 2                             | 759              |
| 11       | Красивинский сельский округ            | село Красивое          | 5                             | 2 169            |
| 12       | Село Московское                        | село Московское        | 1                             | 711              |
| 13       | Село Орловка                           | село Орловка           | 1                             | 547              |
| 14       | Свободненский сельский округ           | село Свободное         | 2                             | 1 738            |
| 15       | Юбилейный сельский округ               | село Юбилейное         | 2                             | 988              |

### Населённые пункты
В Есильском районе 31 населённых пунктов, в том числе 1 город, 1 поселок, 1 станция и 28 сёл.
| №  | Населённый пункт  | Тип     | Население (2009) | Административная единица               |
| -- | ----------------- | ------- | ---------------- | -------------------------------------- |
| 1  | Аксай             | село    | ↘972             | Село Аксай                             |
| 2  | Алматинское       | село    | ↘159             | Интернациональный сельский округ       |
| 3  | Биртал            | село    | ↘230             | Интернациональный сельский округ       |
| 4  | Бузулук           | село    | ↘574             | Бузулукский сельский округ             |
| 5  | Дальное           | село    | 140              | Зареченский сельский округ             |
| 6  | Двуречное         | село    | ↘924             | Двуречный сельский округ               |
| 7  | Ейское            | село    | ↘357             | Юбилейный сельский округ               |
| 8  | Есиль             | город   | ↗11 551          | Есильская городская администрация      |
| 9  | Жаныспай          | село    | ↘465             | Жаныспайский сельский округ            |
| 10 | Заречное          | село    | ↘1 080           | Зареченский сельский округ             |
| 11 | Знаменка          | село    | ↘544             | Село Знаменка                          |
| 12 | Иглик             | село    | ↘325             | Красногорская поселковая администрация |
| 13 | Интернациональное | село    | ↘509             | Интернациональный сельский округ       |
| 14 | Калачи            | село    | ↘647             | Красногорская поселковая администрация |
| 15 | Караколь          | село    | ↘475             | Каракольский сельский округ            |
| 16 | Ковыльное         | село    | ↘523             | Жаныспайский сельский округ            |
| 17 | Красивая          | станция | ↘274             | Красивинский сельский округ            |
| 18 | Красивое          | село    | ↘1 115           | Красивинский сельский округ            |
| 19 | Красногорский     | поселок | ↘495             | Красногорская поселковая администрация |
| 20 | Кумай             | село    | ↗212             | Красивинский сельский округ            |
| 21 | Курское           | село    | ↘923             | Двуречный сельский округ               |
| 22 | Ленинское         | село    | ↘201             | Красивинский сельский округ            |
| 23 | Московское        | село    | ↘711             | Село Московское                        |
| 24 | Орловка           | село    | ↘547             | Село Орловка                           |
| 25 | Приишимка         | село    | ↘238             | Двуречный сельский округ               |
| 26 | Раздольное        | село    | ↘406             | Свободненский сельский округ           |
| 27 | Речное            | село    | ↘284             | Каракольский сельский округ            |
| 28 | Свободное         | село    | ↘1 332           | Свободненский сельский округ           |
| 29 | Сурган            | село    | ↘447             | Бузулукский сельский округ             |
| 30 | Юбилейное         | село    | ↘631             | Юбилейный сельский округ               |
| 31 | Ярославка         | село    | ↘362             | Красивинский сельский округ            |

#### Упразднённые населённые пункты
- Село Никель, упразднено в 1990-е годы.
- Село Ельтай, упразднено в 2014 году[17].
- Село Тасоба, упразднено в 2014 году.[17].

## Социальная сфера
В районе находятся учебные заведения:
| Государственное учреждение «Красивинская средняя школа отдела образования Есильского района»                                                        |
| Государственное учреждение «Побединская средняя школа Отдела образования Есильского района»                                                         |
| Государственное учреждение «Кумайская неполная школа отдела образования Есильского района»                                                          |
| Государственное учреждение «Каракольская средняя школа отдела образования Есильского района»                                                        |
| ГУ «Двуреченская средняя школа отдела образования Есильского района»                                                                                |
| Государственное учреждение «Комсомольская средняя школа»                                                                                            |
| Государственное учреждение «Ленинская неполная средняя школа отдела образования Есильского района»                                                  |
| Государственное учреждение " Зареченская средняя школа отдела образования Есильского района "                                                       |
| Государственное учреждение «Мирненская основная школа отдела образования Есильского района»                                                         |
| Государственное учреждение «Маяковская средняя школа Есильского отдела образования»                                                                 |
| Государственное учреждение «Жаныспайская средняя школа отдела образования Есильского района»                                                        |
| Государственное учреждение «Курская средняя школа отдела образования Есильского района»                                                             |
| Государственное коммунальное казённое предприятие «Детская музыкальная школа» при государственном учреждении «Отдела образования Есильского района» |
| Государственное учреждение «Средняя школа № 1 г. Есиль отдела образования Есильского района»                                                        |
| Государственное учреждение «Средняя школа имени Сайлау Серикова Есильского районного отдела образования с пришкольным интернатом»                   |
| Государственное учреждение «Свободненская средняя школа отдела образования Есильского района»                                                       |
| Государственное учреждение «Алматинская средняя школа отдела образования Есильского района»                                                         |
| ГУ «Калачевская средняя школа отдела образования Есильского района»                                                                                 |
| Государственное учреждение «Игликская средняя школа имени И.Алтынсарина отдела образования Есильского района»                                       |
| Государственное учреждение «Ярославская средняя школа отдела образования Есильского района»                                                         |
| Коммунальное государственное учреждение «Агротехнический колледж № 7,город Есиль,Есильский район» Управления образования Акмолинской области        |
| Государственное учреждение «Средняя школа 37 лет Октября отдела образования Есильского района»                                                      |
| Отдел образования Есильского района |
| Государственное учреждение «Дальнянская средняя школа отдела образования Есильского района»                                                         |
| ГУ «Средняя школа № 3» города Есиль |
| Государственное учреждение «Ейская средняя школа отдела образования Есильского района»                                                              |
| Государственное учреждение «Ковыльненская средняя школа отдела образования Есильского района»                                                       |
| Государственное учреждение «Аксайская средняя школа отдела образования Есильского района»                                                           |
| ГУ «Средняя школа № 2 г. Есиль отдел образования Есильского района»                                                                                 |
| Детский сад «Солнышко» села Юбилейное |
| Государственное учреждение «Бузулукская основная школа»                                                                                             |
| Государственное коммунальное казённое предприятие ясли — сад № 1 «Гульдер»                                                                          |
| Детский сад «Ласточка» |
| Государственное учреждение «Любимовская средняя школа отдела образования Есильского района»                                                         |
| Государственное учреждение «Московская средняя школа отдела образования Есильского района»                                                          |
| Государственное коммунальное казённое предприятие «Дом творчества юных» при отделе образования Есильского района                                    |
| Государственное учреждение"Сурганская средняя школа отдела образования Есильского района"                                                           |

Местные исполнительные органы района:
1. ГУ "Отдел предпринимательства и сельского хозяйства Есильского района"
2. ГУ "Отдел строительства, архитектуры и градостроительства Есильского района"
3. ГУ "Отдел физической культуры и спорта Есильского района"
4. ГУ "Отдел земельных отношений Есильского района"
5. ГУ «Отдел экономики и финансов Есильского района»
6. ГУ "Отдел жилищно-коммунального хозяйства, пассажирского транспорта, автомобильных дорог и жилищной инспекции Есильского района"
7. ГУ "Отдел внутренний политики, культуры и развития языков"